# Quintus Iulius Balbus (Konsul 129)
Quintus Iulius Balbus war ein im 2. Jahrhundert n. Chr. lebender römischer Politiker.
Durch mehrere Militärdiplome, die zum Teil auf den 18. Februar, den 22. März und den 30. April 129 datiert sind, ist belegt, dass Balbus 129 Suffektkonsul war. Er hatte das Amt von dem ordentlichen Konsul Lucius Neratius Marcellus übernommen und übte es von Februar bis Ende April zusammen mit dem anderen ordentlichen Konsul Publius Iuventius Celsus aus.
Sein Vater war vermutlich der gleichnamige Suffektkonsul des Jahres 85, Quintus Iulius Balbus. Sein Sohn war vermutlich Iulius Balbus, der unter Mark Aurel (161–180) Praetor fideicommissarius war.